# Academia Internațională de Astronautică
Academia Internațională de Astronautică (A.I.A., în engleză International Academy of Astronautics - I.A.A.) este o instituție a Federației Internaționale de Astronautică (F.I.A.), cu sediul la Paris, înființată în 1960, pentru promovarea studiilor și cercetărilor astronautice.
Instituția publică buletinul Acta Astronautica, iar membrii sunt grupați în trei secțiuni: științe fizico-matematice, științe tehnice și științe biomedicale.
Sesiunile AIA, pregătite în comisii de specialități, au loc o dată la doi ani, cu ocazia congreselor FIA.